# Nature Reviews Drug Discovery
Nature Reviews Drug Discovery, abgekürzt Nat. Rev. Drug Discov., ist eine Fachzeitschrift, die von der Nature Publishing Group herausgegeben wird. Die Erstausgabe erschien im Januar 2002. Derzeit (Stand 2021) werden zwölf Ausgaben im Jahr publiziert. Die Zeitschrift veröffentlicht Reviews aus den Bereichen Arzneistoffentdeckung und Arzneistoffentwicklung. Folgende Themen werden berücksichtigt:
- Entdeckung von Zielstrukturen
- Rationales Arzneistoffdesign
- Kombinatorische und parallele Synthese
- Medizinische Chemie
- Klassen von Schlüsselverbindungen
- Naturprodukte
- Hochdurchsatz-Screening
- Neuartige Therapieansätze für Krankheitszustände
- Microarrays
- Bioinformatik
- Resorption, Verteilung, Metabolismus und Elimination
- Pharmakokinetik und Pharmakodynamik
- Pharmakologie
- Toxikologie
- Pharmakogenomik und Toxikogenomik
- Arzneistofffreisetzung
- Biotechnologie
- Impfstoffe
- Auswertung klinischer Studien
- Regulatorische Dinge
- Pharmakoökonomie

Der Impact Factor des Journals lag im Jahr 2014 bei 41,908. Nach der Statistik des ISI Web of Knowledge wird das Journal mit diesem Impact Factor in der Kategorie Biotechnologie und angewandte Mikrobiologie an erster Stelle von 162 Zeitschriften und in der Kategorie Pharmakologie und Pharmazie an erster Stelle von 254 Zeitschriften geführt.
Chefherausgeber ist Peter Kirkpatrick, der beim Verlag angestellt ist.